# Chloroclystis aquosata
Chloroclystis aquosata là một loài bướm đêm trong họ Geometridae.